# Pseudoneureclipsis elektryon
Pseudoneureclipsis elektryon är en nattsländeart som beskrevs av Malicky 1997. Pseudoneureclipsis elektryon ingår i släktet Pseudoneureclipsis och familjen fångstnätnattsländor. Inga underarter finns listade i Catalogue of Life.